# 布爾克里克 (佛羅里達州)
布爾克里克（英語：Bull Creek）是位於美國佛羅里達州奧西歐拉縣的一個非建制地區。該地的面積和人口皆未知。

## 地理
布爾克里克的座標為28°05′34″N 80°58′47″W / 28.09278°N 80.97972°W，而該地的平均海拔高度為20米（即65英尺）。